# Вебстер (Тексас)
Вебстер (енгл. Webster) град је у америчкој савезној држави Тексас. По попису становништва из 2010. у њему је живело 10.400 становника.

## Демографија
Према попису становништва из 2010. у граду је живело 10.400 становника, што је 1.317 (14,5%) становника више него 2000. године.
| Група             | 2000.         | 2010.         |
| Белци             | 5.046 (55,6%) | 4.762 (45,8%) |
| Афроамериканци    | 820 (9,0%)    | 1.413 (13,6%) |
| Азијати           | 520 (5,7%)    | 472 (4,5%)    |
| Хиспаноамериканци | 2.474 (27,2%) | 3.541 (34,0%) |
| Укупно            | 9.083         | 10.400        |